# 今城定国
今城定国（いまき さだくに、文政3年（1820年）3月19日 - 明治8年（1875年））は、江戸時代後期から明治時代にかけての公卿。
安政5年（1858年）、日米修好通商条約締結に反対し、父の今城定章とともに廷臣八十八卿列参事件に参加した。

## 官歴
- 天保元年（1830年）：正五位下
- 弘化2年（1845年）：従四位下、侍従
- 弘化5年（1848年）：従四位上
- 嘉永4年（1851年）：正四位下、右近衛権少将
- 安政5年（1858年）：左近衛権中将
- 元治元年（1864年）：従三位、参議
- 慶應3年（1867年）：正三位
- 明治元年（1868年）：権中納言

## 系譜
- 父：今城定章
- 子：今城定時
- 子：今城定徳